# Суннон
Суннон (д/н — між 392 і 400) — король франків в Токсандрії Пріора.

## Життєпис
Низкою дослідників розглядається як брат короля Маркомира. За Григорієм Турським, в 388 році франки на чолі з Сунноном, Геннобавдом, Маркомиром перейшли кордон Римської імперії і направились в римську Германію і Бельгіку, перебили багато мирних жителів, спустошили територію, а також навели страх на жителів Колонії Агриппіни. Коли про це стало відомо в Трірі, полководці Нанніній і Квінтіній, яким Магн Максим доручив свого малолітнього сина і захист Галлії, зібрали армію і прийшли в Кельн. Франки до того часу вже встигли розграбувати місто і з награбованим пішли за Рейн, залишивши в Галії великий загін, готовий знову почати спустошення. Римлянам вдалося розбити цей загін на чолі з Геннобавдом, який загинув.
Втім Суннон з братом, скористалися з неузгодженості дій римських очільників, завдавши тим нищівної поразки після переходу через Рейн. Згідно з Григорієм Турським, римські війська під командуванням Арбогаста розпочали новий наступ на франків. Франки уклали з римлянами перемир'я, проте в 390 році Арбоґаст знову пішов на них війною для відновлення кордону на Рейні. На початку 392 року франки на чолі з Сунноном і Маркомиром разом з алеманами уклали нові угоди з Римом. Римляни за наказом Стіліхона відправили Маркомира на заслання або тримали в полоні, а Суннон спробував помститися за свого брата, але був убитий власним оточенням. За деякими відомостями, це сталося 400 року.